# Schaamte (film)
Schaamte (Zweeds: Skammen) is een film van de Zweedse regisseur Ingmar Bergman uit het jaar 1968.

## Verhaal
Een stel muzikanten is tijdens de oorlog naar een eiland gevlucht. In een nabijgelegen stad worden voorbereidingen getroffen voor het verzet, want er gaan geruchten dat vijandige troepen voet aan land hebben gezet. Wanneer ze thuis zijn gekomen, landen parachutetroepen in de buurt en is er oorlog.

## Rolverdeling
| Acteur                | Personage                 |
| --------------------- | ------------------------- |
| Liv Ullmann           | Eva Rosenberg             |
| Max von Sydow         | Jan Rosenberg             |
| Sigge Fürst           | Filip                     |
| Gunnar Björnstrand    | Kolonel Jacobi            |
| Birgitta Valberg      | Mevr. Jacobi              |
| Hans Alfredson        | Fredrik Lobelius          |
| Ingvar Kjellson       | Oswald                    |
| Frank Sundström       | De hoofdondervrager       |
| Ulf Johansson         | De arts                   |
| Vilgot Sjöman         | De ondervrager            |
| Bengt Eklund          | De bewaker                |
| Gösta Prüzelius       | De dominee                |
| Willy Peters          | De oudere officier        |
| Barbro Hiort af Ornäs | De vrouw in de boot       |
| Agda Helin            | De vrouw van de handelaar |